# St. Agatha (Endersbach)

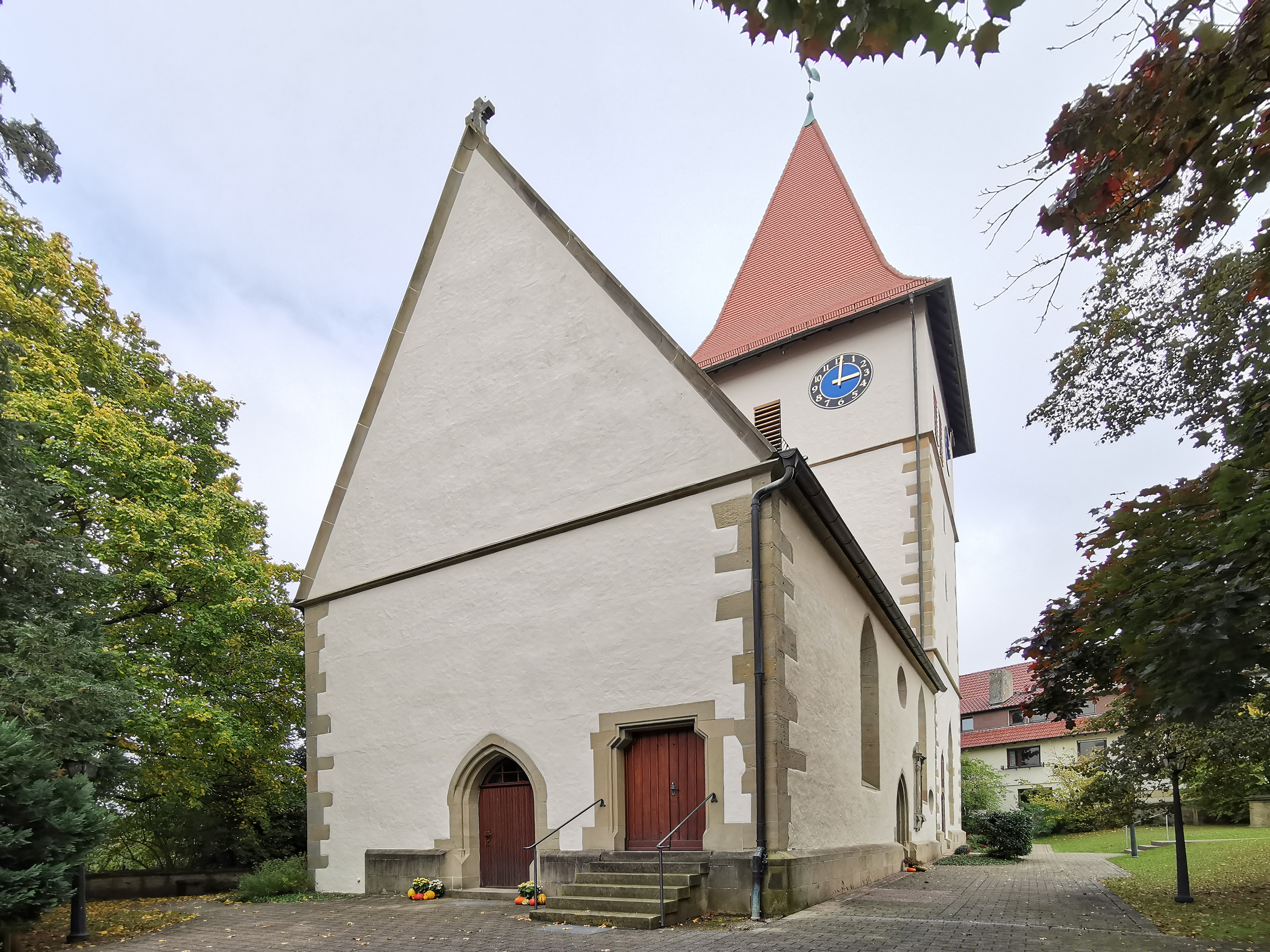
St. Agatha in Endersbach

Die evangelische Pfarrkirche St. Agatha ist ein geschütztes Kulturdenkmal nach dem Denkmalschutzgesetz. Sie steht in Endersbach, einem Stadtteil der Großen Kreisstadt Weinstadt im Rems-Murr-Kreis in Baden-Württemberg. Die Kirchengemeinde gehört zum Kirchenbezirk Waiblingen der Evangelischen Landeskirche in Württemberg.

## Beschreibung

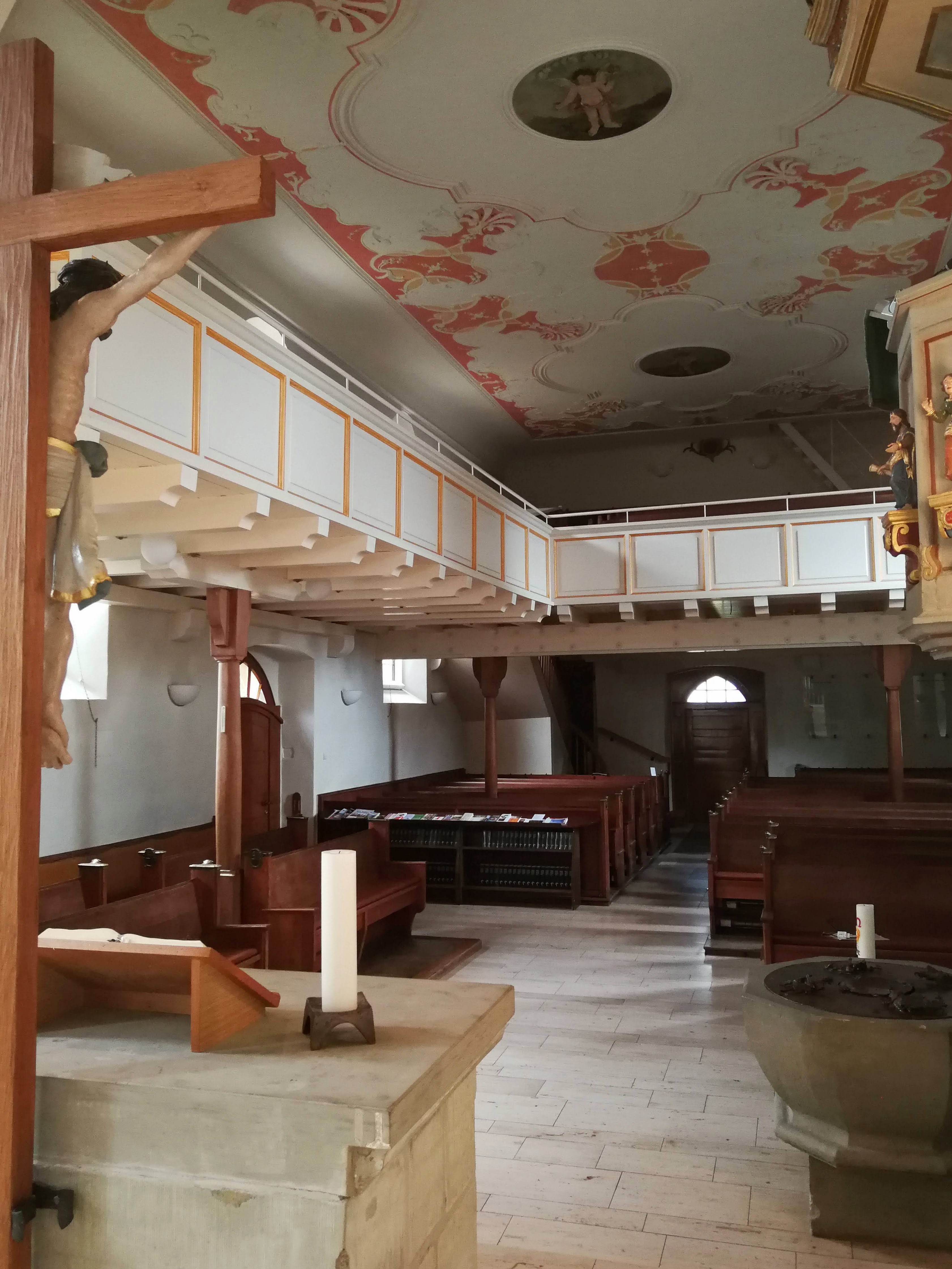
Innenansicht

Die im Kern mittelalterliche Saalkirche steht in der Schulstraße 5 nordöstlich des historischen Ortskerns. Vermutlich stand vor ihr die Burg Endersbach (13. Jahrhundert oder früher) an dieser Stelle, der Bergfried wurde wohl als Fundament des Kirchturmes genutzt. Die Kirche wurde 1469 erneuert und besteht aus einem Langhaus und einem Chorturm auf quadratischem Grundriss im Osten. Der Turm wurde 1936 um ein Geschoss mit der Turmuhr und dem Glockenstuhl aufgestockt, das mit einem Pyramidendach abschließt.
Der Innenraum des Langhauses wurde um 1735 mit einer Stuckdecke überspannt, der des Chors, also das Erdgeschoss des Chorturms, um 1755 mit einem stuckierten Gewölbe. Zur Kirchenausstattung gehört eine 1592 gebaute Kanzel, die von Statuen flankiert wird. Der Schalldeckel wurde erst Mitte des 18. Jahrhunderts ergänzt.

## Ausstattung

### Orgel

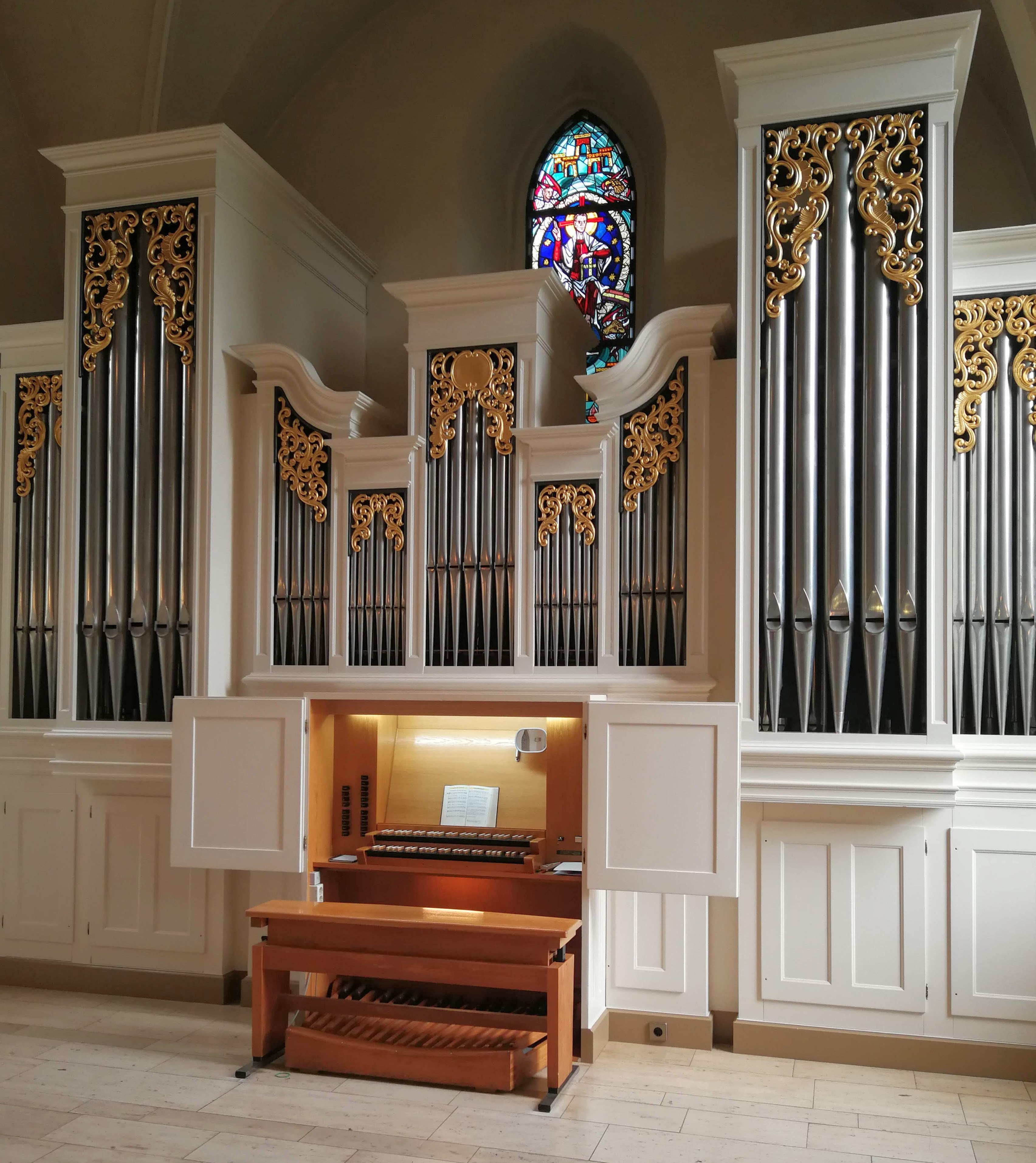
Orgel

Die Orgel im Chorraum mit 19 Registern auf zwei Manualen und Pedal wurde von Orgelbau Plum gebaut. 2018 erfolgte eine Überholung durch Orgelbau Tzschöckel.

#### Disposition der Orgel
| Hauptwerk, Manual I |             |        |
| 01.                 | Prinzipal   | 08′    |
| 02.                 | Gemsgedeckt | 08′    |
| 03.                 | Oktave      | 04′    |
| 04.                 | Querflöte   | 04′    |
| 05.                 | Waldflöte   | 02′    |
| 06.                 | Mixtur 4f   | 01 ⁄3′ |

| Schwellwerk, Manual II |              |         |
| 07.                    | Gedeckt      | 08′     |
| 08.                    | Rohrflöte    | 04′     |
| 09.                    | Nasard       | 02 ⁄3′  |
| 10.                    | Prinzipal    | 02′     |
| 11.                    | Terz         | 01 3⁄5′ |
| 22.                    | Quinte       | 01 ⁄3′  |
| 13.                    | Oktävlein    | 01′     |
| 14.                    | Scharff 4 f. | 01⁄2′   |
|                        | Tremulant    |         |

| Pedal |           |         |
| 15.   | Subbaß    | 16′     |
| 16.   | Offenbaß  | 08′     |
| 17.   | Choralbaß | 04′     |
| 18.   | Baßzink   | 05 1⁄3′ |
| 19.   | Trompete  | 08′     |

- Koppeln:
  - Normalkoppeln

### Glocken
Das Geläut besteht aktuell aus vier Glocken. Zwei Glocken wurden im Ersten Weltkrieg, drei im Zweiten Weltkrieg eingeschmolzen.
| Nr. | Name der Glocke            | Schlagton | Gusszeitpunkt     | Gewicht ca. | Inschrift                                    |
| --- | -------------------------- | --------- | ----------------- | ----------- | -------------------------------------------- |
| 1   | Schiedglocke               | b'        | 12. Dezember 1948 | 403 kg      | Lehre uns bedenken, dass wir sterben müssen. |
| 2   | Taufglocke                 | g'        | 15. November 1936 | 658 kg      | Ehre sei Gott in der Höhe.                   |
| 3   | Ewigkeitsglocke            | f'        | 12. Dezember 1948 | 952 kg      | Ich weiß, dass mein Erlöser lebt.            |
| 4   | Dominica oder Herrenglocke | d'        | 8. September 1957 | 1597 kg     | Des Herrn Wort bleibt in Ewigkeit!           |

### Epitaph
Die Kirche besitzt drei Epitaphe. An der Nordwand befindet sich das Epitaph für Pfarrer Konrad Maicler. Neben der Kanzel an der Nordwand befindet sich das dem Schuldheißen Daniel Feger gewidmete Epitaph von 1609. Für den 1603 verstorbenen Daniel Schmied befindet sich neben der Südtüre an der Außenwand ein steinernes Epitaph.

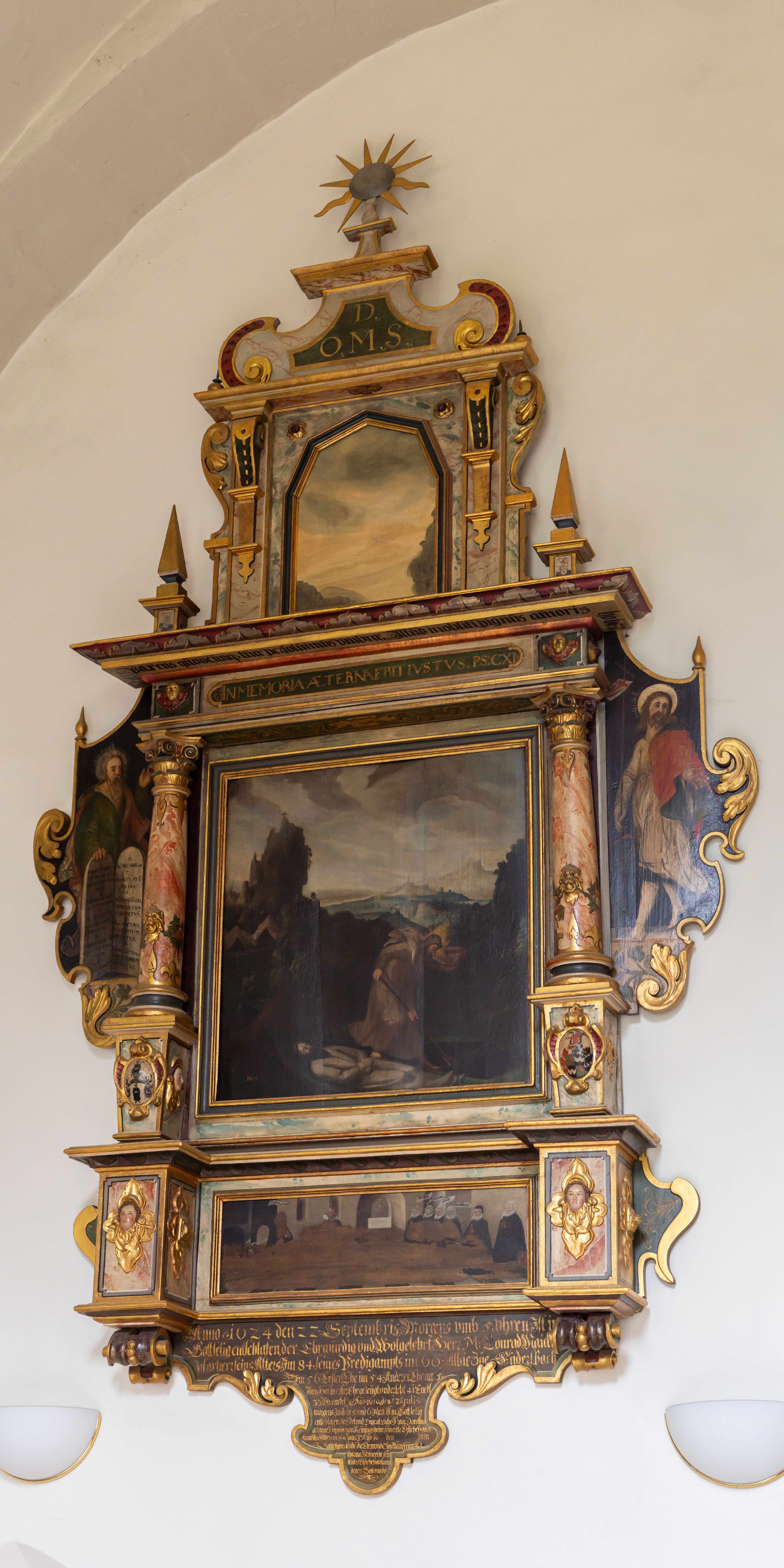
Konrad Maicler
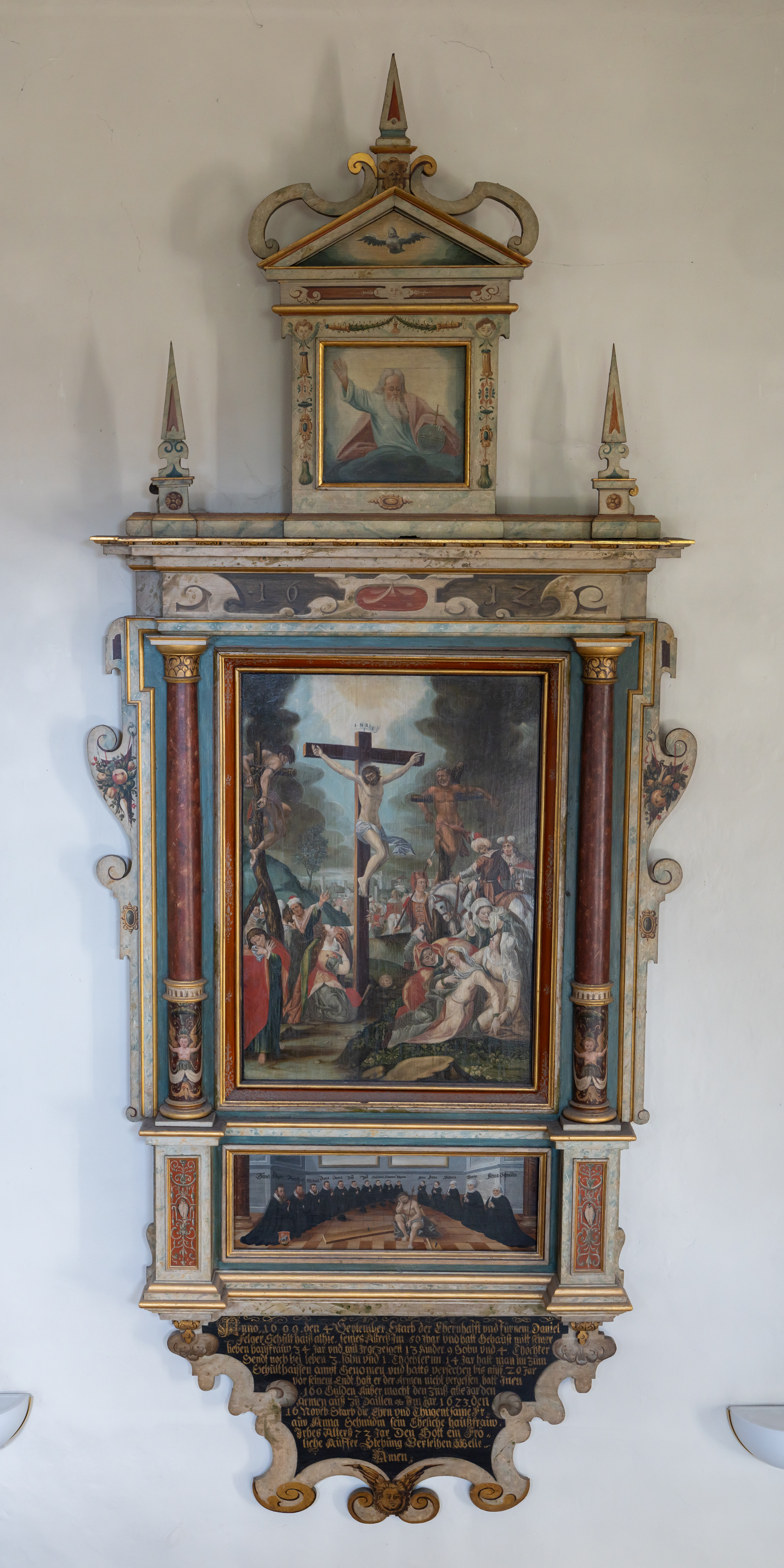
Daniel Feger
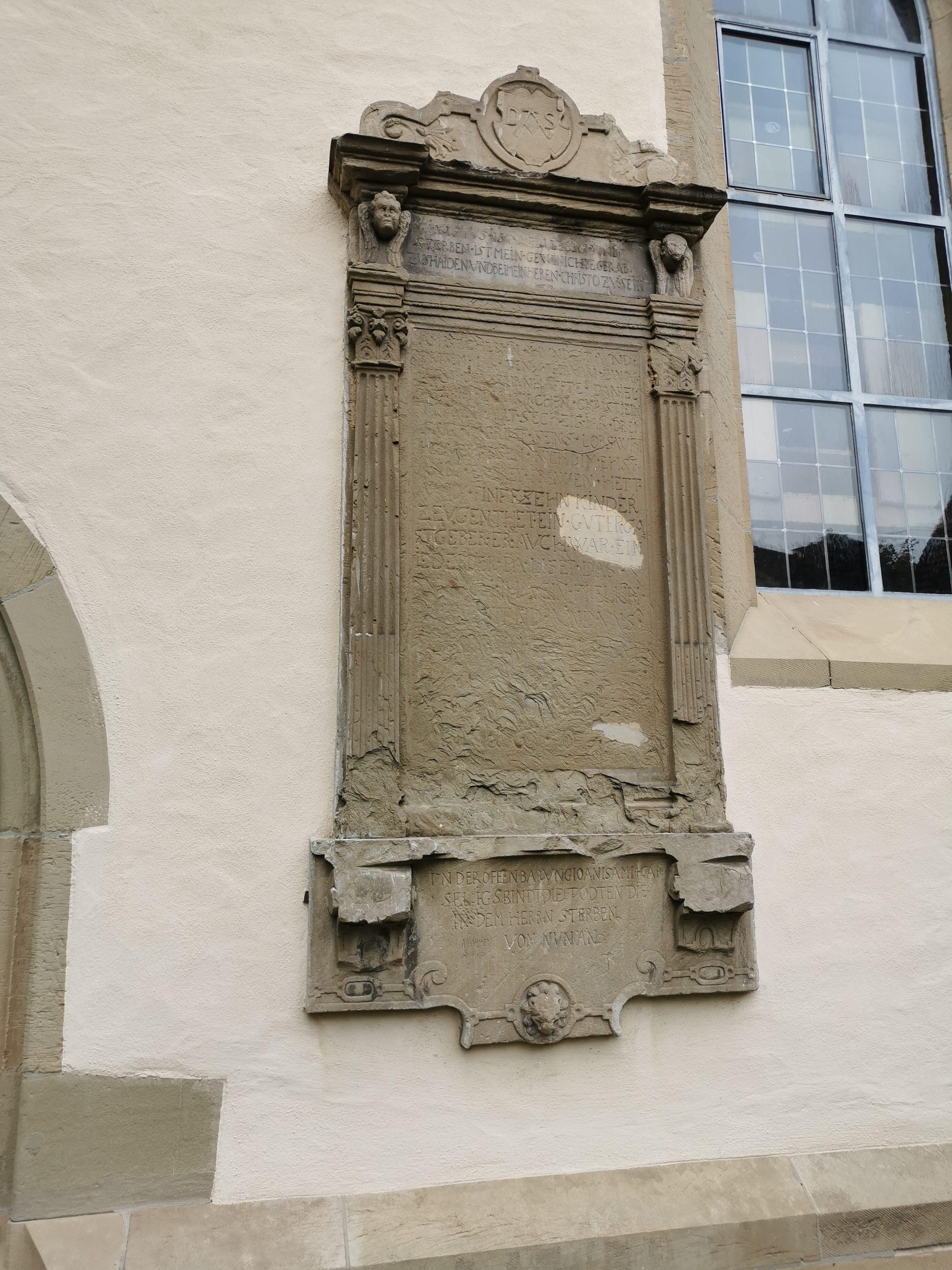
Daniel Schmied

## Pfarrer
Im Innenraum der Kirche hängten mehrere Tafeln über die Pfarrer zu Endersbach:
| Name                                    | Von   | Bis  |
| --------------------------------------- | ----- | ---- |
| Johannes Sutorius                       | ~1534 |      |
| Hohannes Bebion                         | ~1534 |      |
| Ignotus                                 | ~1542 | 1543 |
| Matthäus Lilienfein                     | 1549  | 1556 |
| Bernhard Feigel                         | 1556  | 1559 |
| Peter Bartler                           | 1560  | 1565 |
| Johannes Raab                           | 1565  | 1568 |
| Cunrad Micler                           | 1569  | 1624 |
| Johannes Trescher                       | 1624  | 1639 |
| Balthasar Weyhenmajer                   | 1639  | 1644 |
| Pfarramt von Strümpfelbach aus versehen | 1644  | 1650 |
| Andreas Täglin                          | 1650  | 1663 |
| Michael Schlaich                        | 1663  | 1673 |
| Thomas Andreas Nicolai                  | 1673  | 1703 |
| Johann Friedrich Schmid                 | 1704  | 1708 |
| Joseph Friedrich Löw                    | 1708  | 1748 |
| Joseph Gabriel Löw, fil.                | 1748  | 1769 |
| Ludwig Conrad Kurz                      | 1770  | 1811 |
| Andreas Johann Wiedersheim              | 1812  | 1833 |
| Eberhard Christian Glöckler             | 1834  | 1842 |
| Eberhard Jakob Bubeck                   | 1842  | 1852 |
| Albert Gottfried Jäger                  | 1853  | 1869 |
| Dr. Karl Friedrich Schröder             | 1870  | 1882 |
| Wilhelm Welsch                          | 1882  | 1884 |
| Theodor Julius Christian Kreeb          | 1884  | 1888 |
| Paul Friedrich Klemm                    | 1889  | 1906 |
| Paul Weismann                           | 1906  | 1907 |
| Gottfried Otto Johannes Knapp           | 1907  | 1917 |
| Karl Ernst Bräuning                     | 1917  | 1926 |
| Gotthilf Lauffer                        | 1927  | 1940 |
| Amtsverweser Ernst Walker               | 1940  | 1946 |
| Walter Stähle                           | 1946  | 1955 |
| Hugo Kutschera                          | 1955  | 1974 |
| Walter Greß                             | 1976  | 1983 |
| Ulrich Warth                            | 1984  | 1993 |
| Siegfried Horeld                        | 1993  | 2001 |
| Stefan Liebau                           | 2001  | 2012 |
| Christiane Peter                        | 2001  | 2012 |
| Thomas Rapp                             | 2013  | 2017 |
| Peter Palm                              | 2013  | 2015 |
| Ursula Fink                             | 2016  |      |
| Michael Schneider                       | 2017  |      |

## Galerie

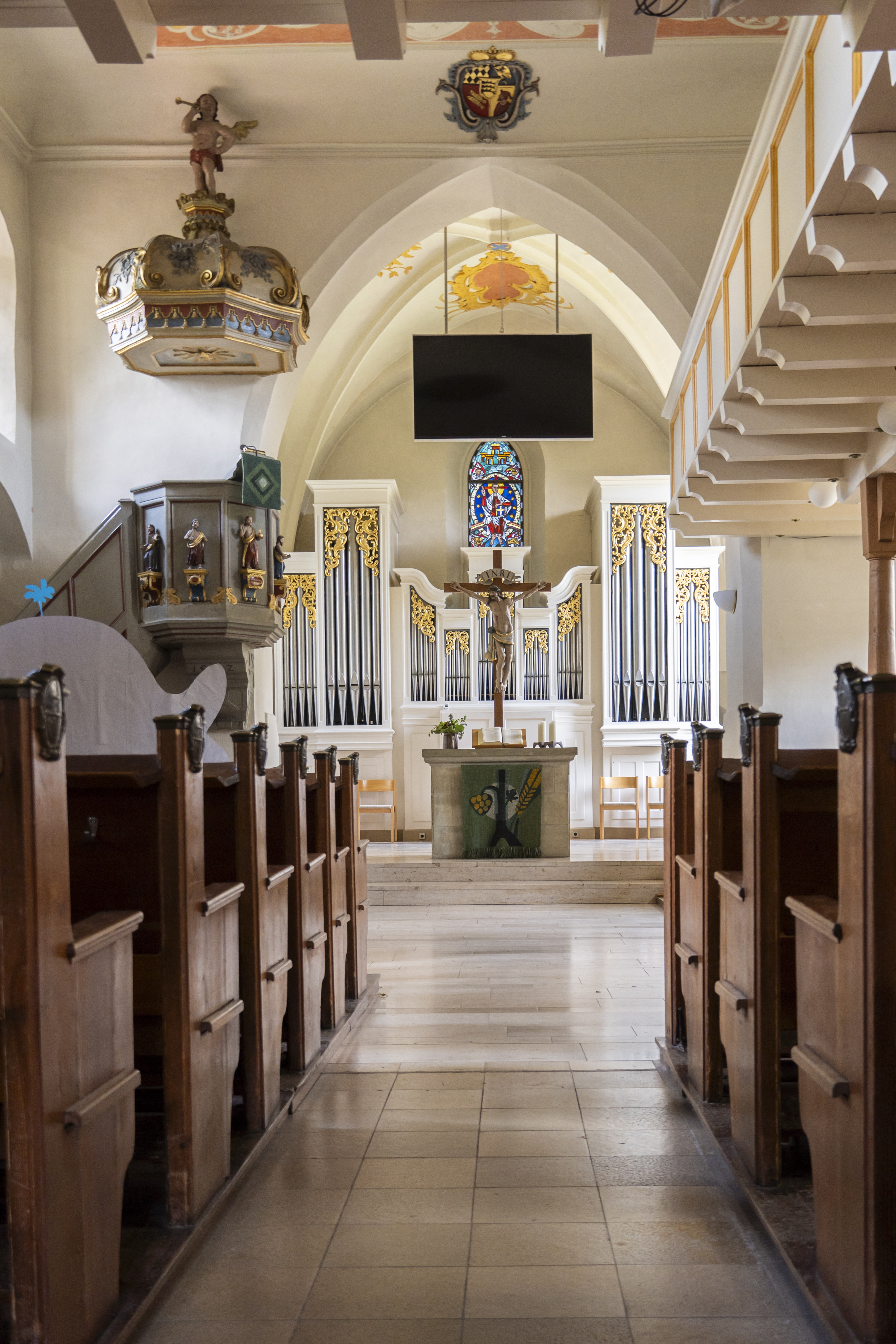
Blick in Kirche
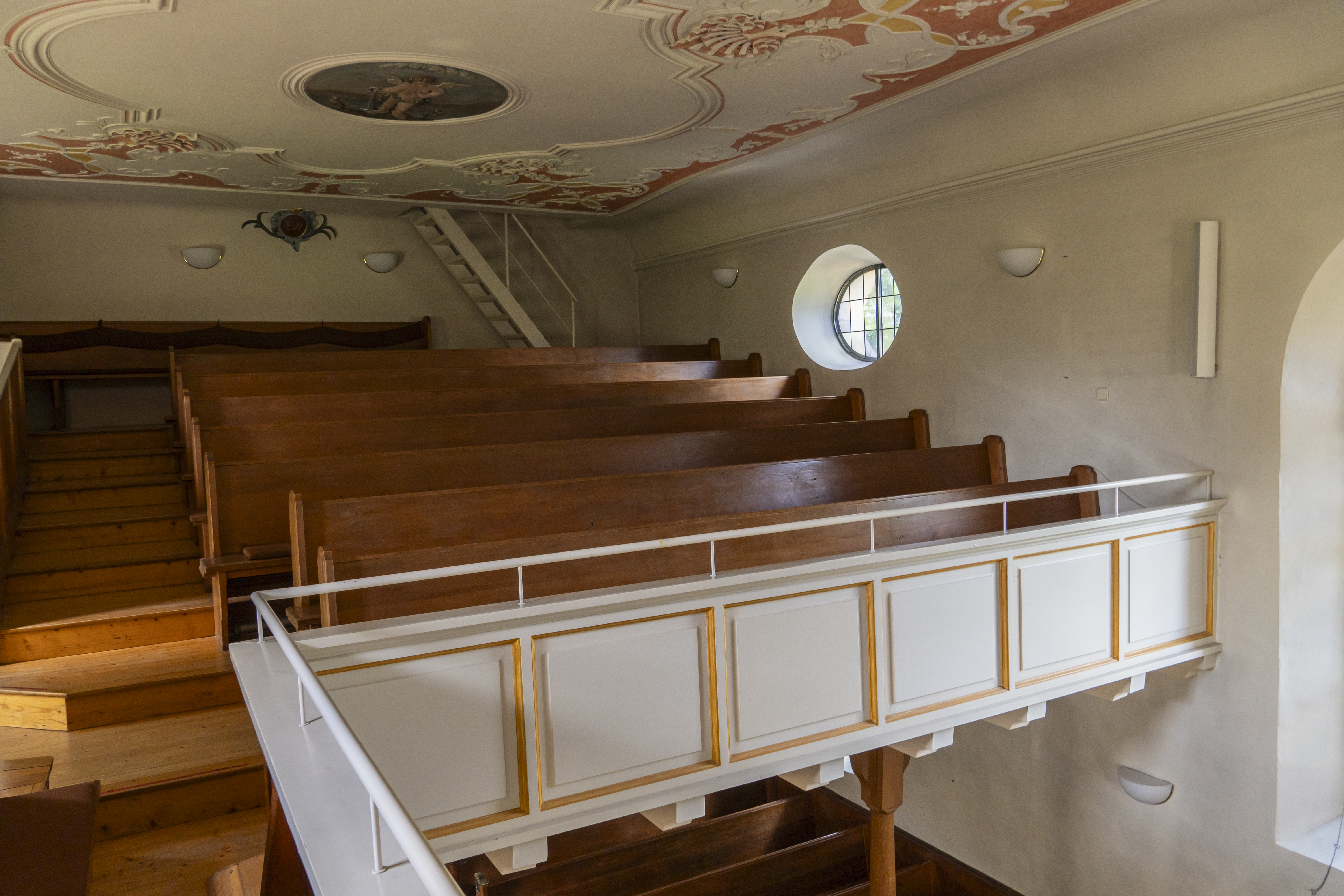
Empore
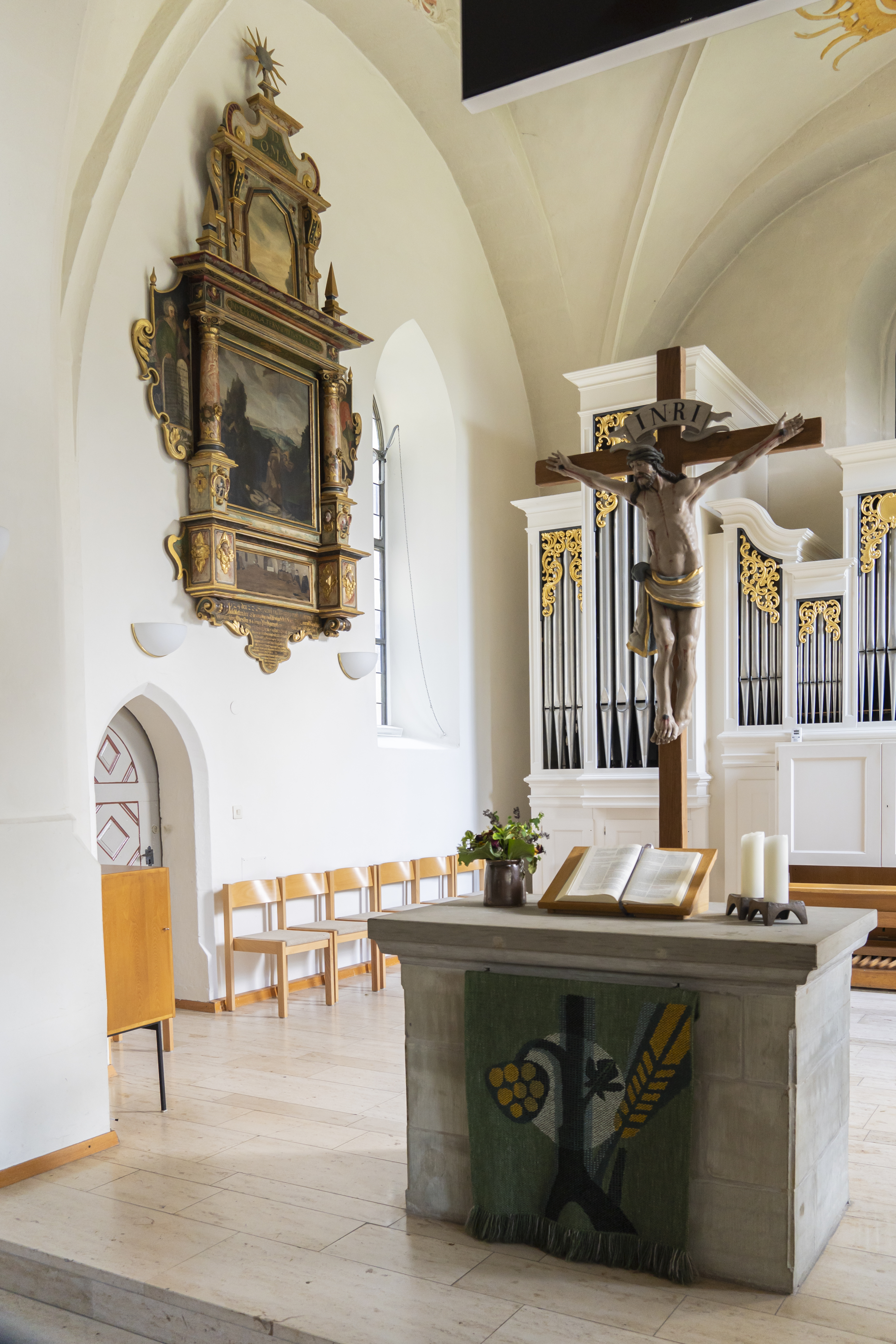
Altar und Kreuz
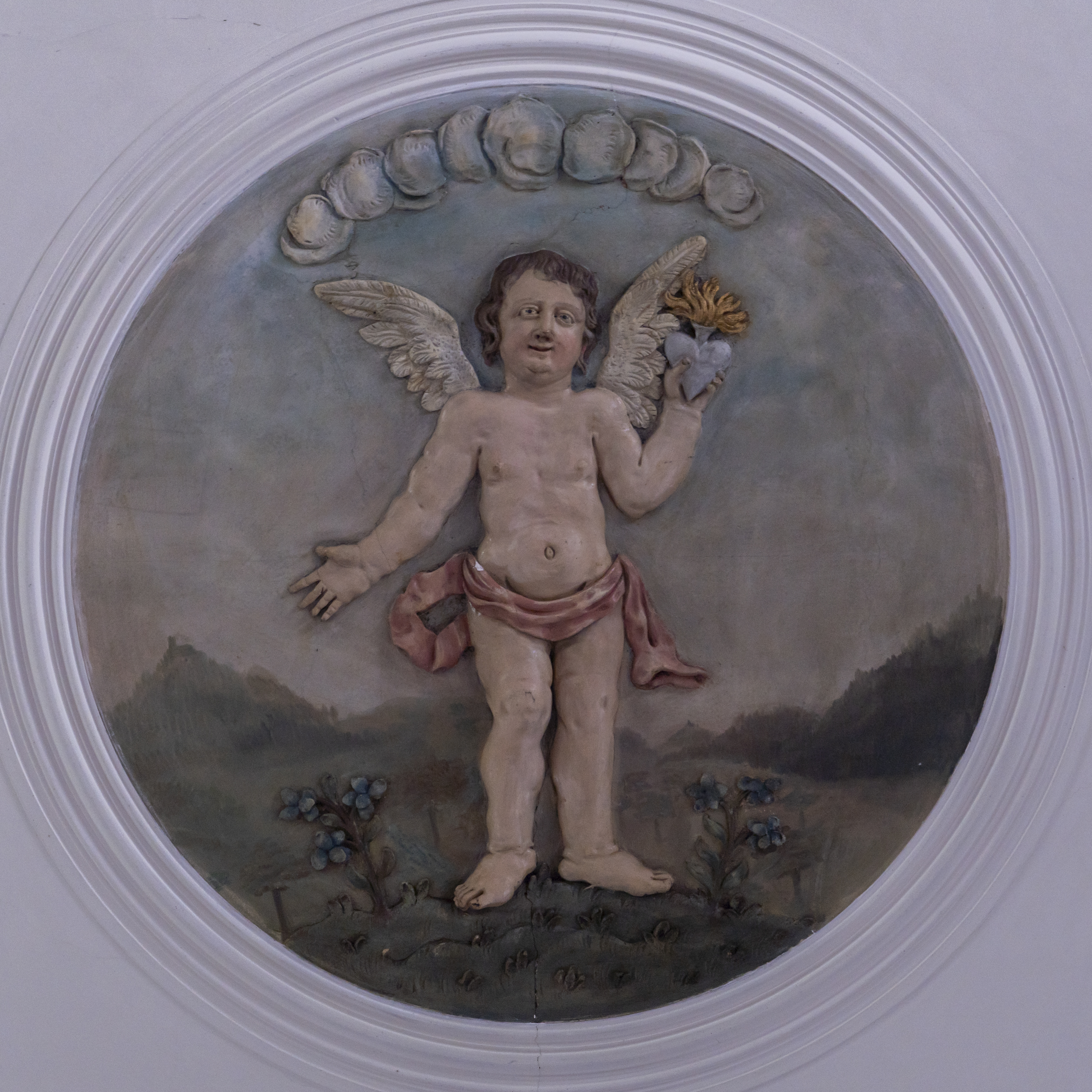
Engel mit Herz
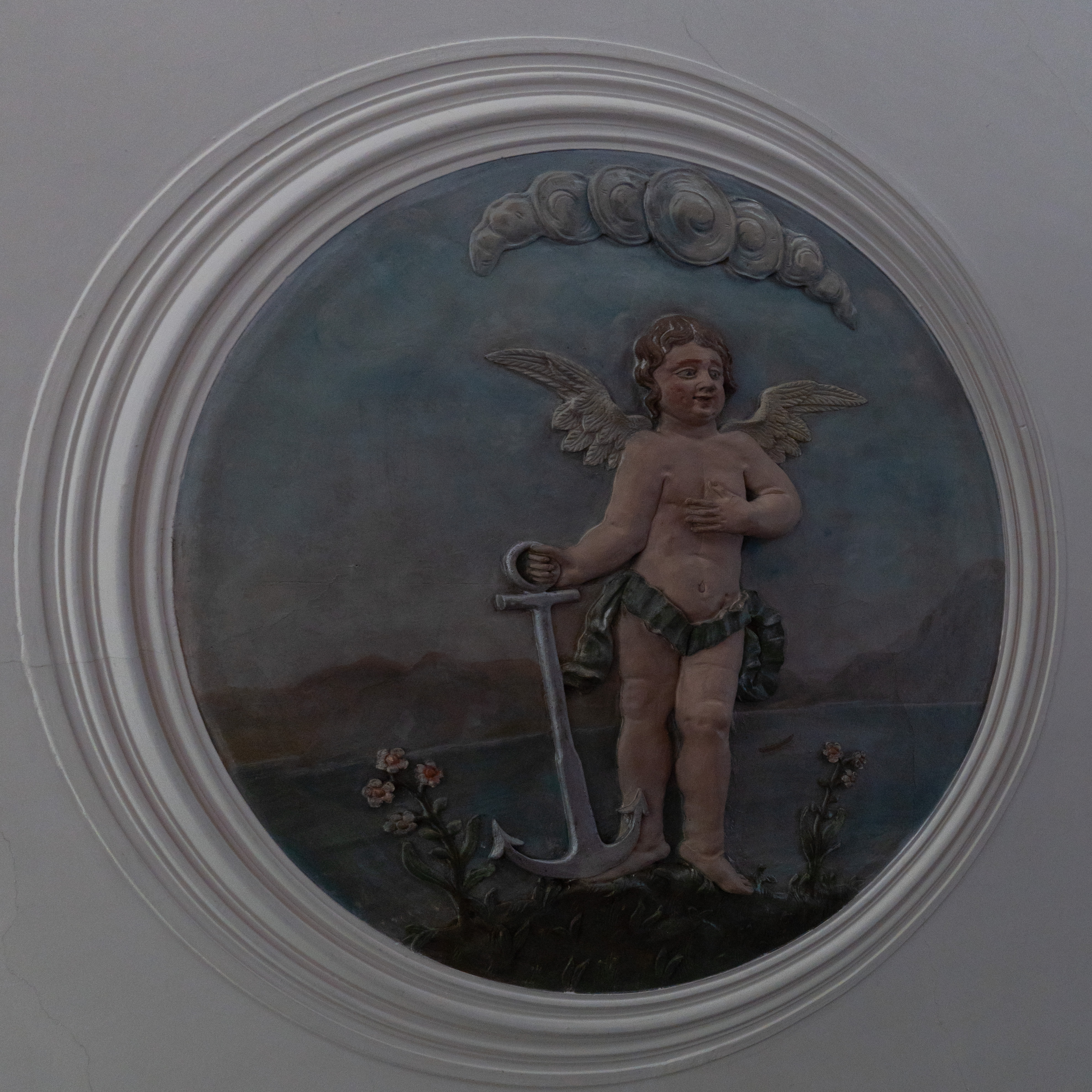
Engel mit Anker
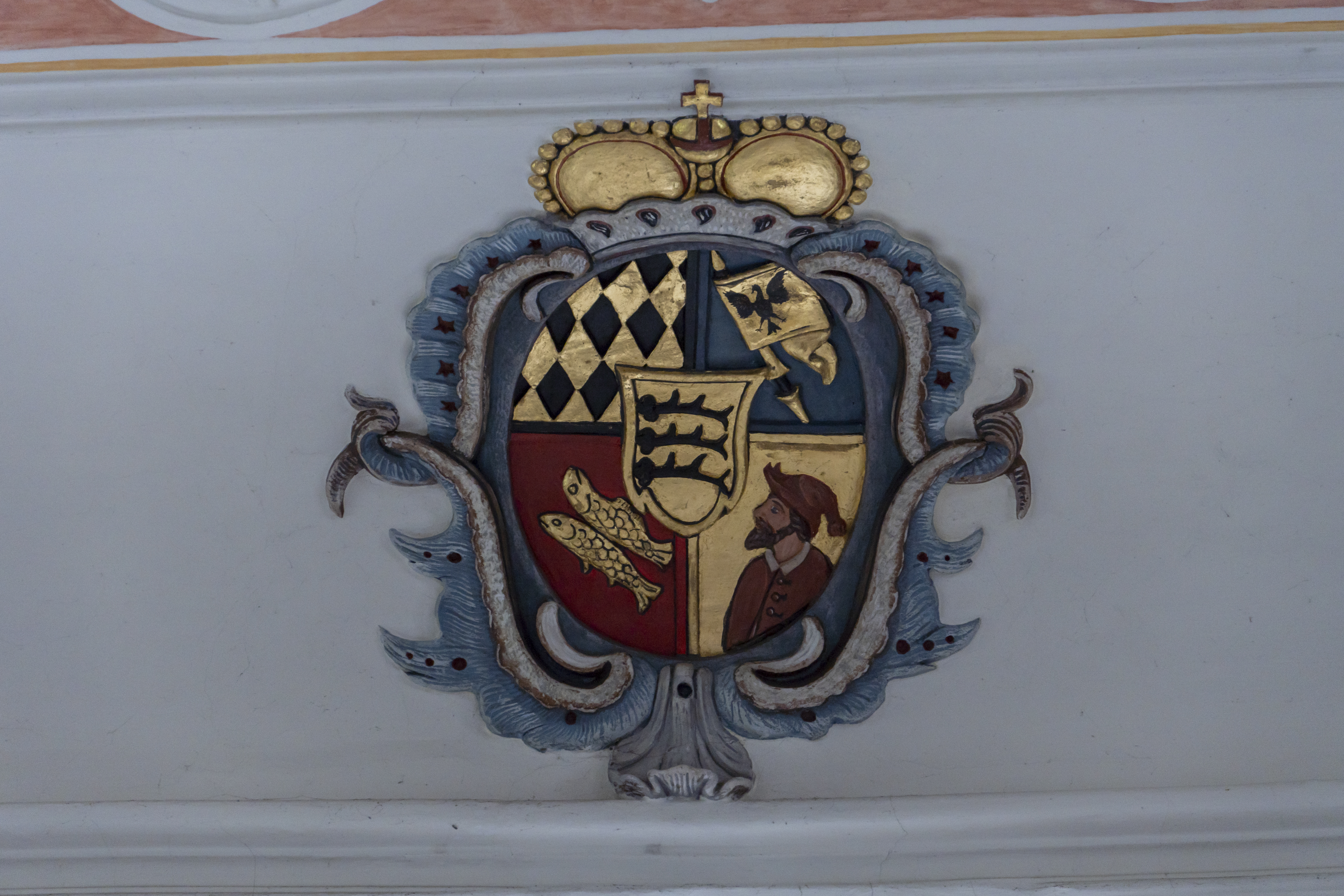
Wappen von Herzog Carl Eugen
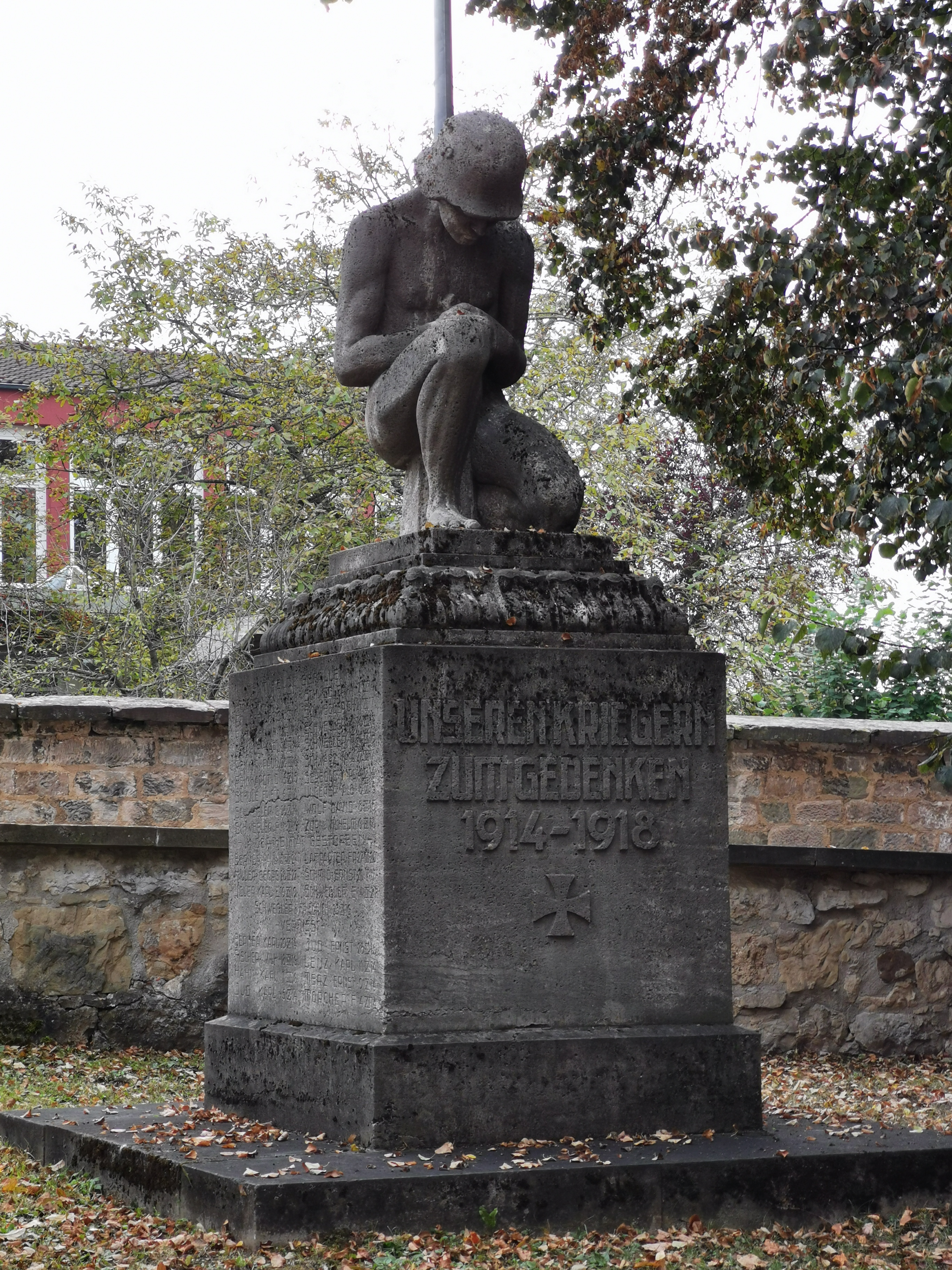
Gefallenendenkmal an der Kirche
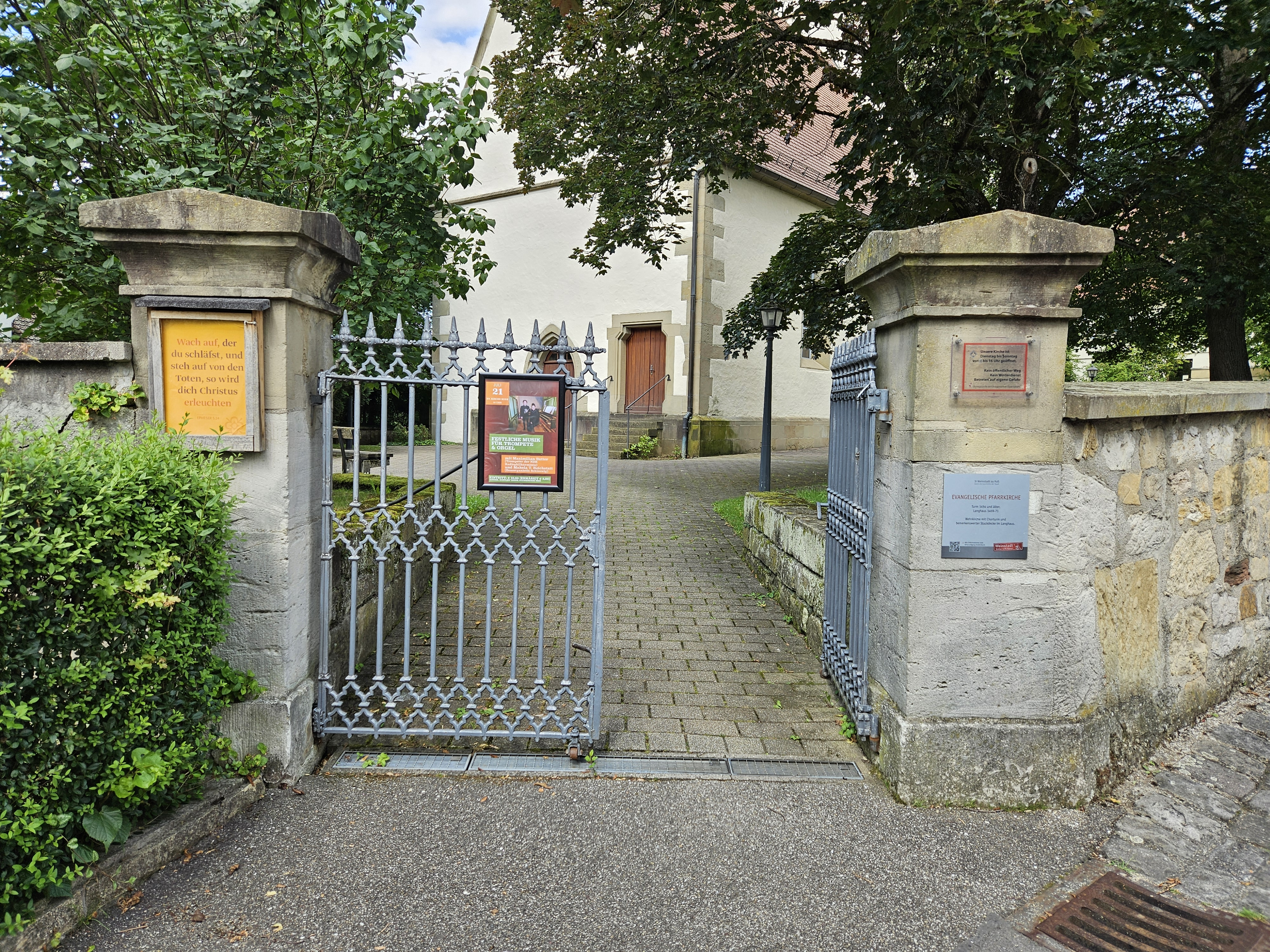
Eingangstor